# Maverick Viñales
Maverick Viñales, teljes nevén Maverick Viñales Ruiz (Figueres, 1995. január 18. –) spanyol-katalán motorversenyző, a MotoGP királykategóriájának tagja.
Unokatestvére, Isaac szintén motorversenyző.

## Karrierje

### Kezdetek
A Figueresben élő fiatal Viñales háromévesen kezdett versenyszerűen motorozni, a legtöbb ellenfeléhez hasonlóan minimotorokon. Később belekóstolt a motokrosszba is, a pályaversenyzés mellett csak 2002-ben tette le a voksát.
2007-ben és 2008-ban megnyerte a katalán 125-ös bajnokságot, utóbbi évben a katalán bajnokság mellé a Mediterrán Kupa is a vitrinbe került. 2009-ben már az országos bajnokságban versenyzett, ahol rögtön első szezonjában a második helyen zárt, miután második lett az év végi összetettben Alberto Moncayo mögött.
2010-ben Viñales legnagyobb ellenfele a portugál Miguel Oliveira volt, és hiába szerzett riválisa négy futamgyőzelmet, Viñales két elsőséggel is meg tudta őt előzni, igaz, csak két ponttal. Az Európa-bajnokságért is ők ketten csatáztak, végül ez is Viñales javára dőlt el Oliveirával szemben.

### Világbajnokság
A MotoGP akkor még létező, 125 köbcentiméteres géposztályának a 2011-es szezonra lett a tagja. Csapattársa a Paris Hilton fémjelezte csapatnál az egy szezon után a Moto2-ből visszatérő, a kategóriában veteránnak számító Sergio Gadea lett. Már a szezont megelőző, valenciai teszten is újonchoz képest nagyszerű teljesítményt nyújtott, a szezonnyitó katari nagydíjon pedig kilencedikként zárt. Spanyolországban fékhiba miatt kiállni kényszerült, a következő, estorili futamon viszont már negyedik lett. Itt egyébként mindössze célfotóval maradt le a dobogóról, az őt megelőző Johann Zarcóhoz képest mindössze két ezredmásodperc volt a hátránya. A villámkarrier tovább folytatódott Franciaországban, ahol Viñales az első első soros rajthelyét, majd hosszú csata után Nicolás Terollal végül az első győzelmét is megszerezte. Győzelmével a világbajnokság történetének harmadik legfiatalabb futamgyőztese lett Scott Redding és Marco Melandri mögött. Három további győzelmének és számos dobogós helyezésének köszönhetően az év végi összesítésben harmadik lett, ezzel itt is ő lett az év újonca.
2012-re az újonnan létrejött Moto3 egyik potenciális esélyese volt a végső győzelmet illetően. Az idény eleje jól is indult, szerzett is öt győzelmet, később azonban a kiegyensúlyozottság és a szerencse hiánya miatt mind a később világbajnok Sandro Cortese, mind a honfitárs Luis Salom is megelőzte őt. A szezon zárása nem sikerült szépen számára, ugyanis összeveszett csapatával, amiért nem akarták őt a Moto2-ben indítani.
2013-ban, a szezon elején csapatot váltott, és a Team Calvo versenyzője lett. Csapattársa ebben az évben a sorozatban női versenyzőként rendkívül különlegesnek számító Ana Carrasco. Novemberben megnyerte a sorozat utolsó futamát Valenciában, ezzel megszerezte a Moto3 kategória világbajnoki címét.
2014-ben a Kalex csapatban szerepelt a Moto2-ben. Később a Suzuki versenyzője volt a MotoGP-ben.
2016 májusában bejelentették, hogy 2017-től a Yamahánál versenyez Jorge Lorenzo helyett. 2017 márciusában Katarban megnyerte az új csapatánál az első, majd Argentínában a második futamát is.
2018 januárjában nyilvánosságra hozták, hogy két évvel, 2020-ig hosszabbított a Yamahával. 2018 októberében az ausztrál nagydíjon szerzett győzelmével törte meg a Yamaha 25 verseny óta tartott győzelem nélküli szériáját.
A következő győzelmét 2019 júniusában szerezte Assenben, majd novemberben Sepangban is első lett.
2020 januárjában 2022 végéig meghosszabbította a szerződését a Yamahával.
2021 júniusában kérte a szerződésének év végi felbontását a csapatától, amit a Yamaha jóváhagyott. Az augusztusi osztrák nagydíjon a csapata visszaléptette a versenytől, mert véleményük szerint az előző heti stájer versenyen "egy meg nem magyarázott, rendellenes motorhasználatával" szabotálta a Yamaha versenyét. Ezután Viñales nyilvánosan elismerte, hogy hibázott és elnézést kért a csapatától. A következő napokban bejelentették, hogy 2022-től az Apriliánál versenyzik, majd a Yamaha közös megegyezéssel felbontotta szerződésüket.

## Statisztika

### Évek szerint
| Szezon   | Kategória | Motor     | Verseny | Győzelem | Dobogó | Pole | LKör | Pont | Poz. |
| -------- | --------- | --------- | ------- | -------- | ------ | ---- | ---- | ---- | ---- |
| 2011     | 125 cm³   | Aprilia   | 17      | 4        | 9      | 3    | 3    | 248  | 3.   |
| 2012     | Moto3     | FTR Honda | 15      | 5        | 7      | 5    | 1    | 207  | 3.   |
| 2013     | Moto3     | KTM       | 17      | 3        | 15     | 2    | 3    | 323  | 1.   |
| 2014     | Moto2     | Kalex     | 18      | 4        | 9      | 1    | 5    | 274  | 3.   |
| 2015     | MotoGP    | Suzuki    | 18      | 0        | 0      | 0    | 0    | 97   | 12.  |
| 2016     | MotoGP    | Suzuki    | 18      | 1        | 4      | 0    | 2    | 202  | 4.   |
| 2017     | MotoGP    | Yamaha    | 18      | 3        | 7      | 5    | 4    | 230  | 3.   |
| 2018     | MotoGP    | Yamaha    | 18      | 1        | 5      | 1    | 2    | 192  | 4.   |
| 2019     | MotoGP    | Yamaha    | 19      | 2        | 7      | 3    | 1    | 211  | 3.   |
| 2020     | MotoGP    | Yamaha    | 14      | 1        | 3      | 3    | 0    | 132  | 6.   |
| 2021     | MotoGP    | Yamaha    | 10      | 1        | 2      | 1    | 1    | 95   | 10.  |
| 2021     | MotoGP    | Aprilia   | 5       | 0        | 0      | 0    | 0    | 11   | 10.  |
| 2022     | MotoGP    | Aprilia   | 20      | 0        | 3      | 0    | 0    | 122  | 11.  |
| 2023     | MotoGP    | Aprilia   | 20      | 0        | 3      | 1    | 1    | 204  | 7.   |
| 2024     | MotoGP    | Aprilia   | 20      | 1        | 1      | 1    | 1    | 190  | 7.   |
| 2025     | MotoGP    | KTM       | 0       | 0        | 0      | 0    | 0    | –*   | –*   |
| Összesen |           |           | 247     | 26       | 75     | 26   | 24   | 2739 |      |

### Géposztály szerint
| Kategória | Szezonok  | 1. nagydíj | 1. dobogó          | 1. győzelem         | Versenyek | Győzelem | Dobogó | Pole | LKör | Pont | Vb |
| --------- | --------- | ---------- | ------------------ | ------------------- | --------- | -------- | ------ | ---- | ---- | ---- | -- |
| 125 cm³   | 2011      | 2011 Katar | 2011 Franciaország | 2011 Franciaország  | 17        | 4        | 9      | 3    | 3    | 248  | 0  |
| Moto3     | 2012–2013 | 2012 Katar | 2012 Katar         | 2012 Katar          | 32        | 8        | 22     | 7    | 4    | 530  | 1  |
| Moto2     | 2014      | 2014 Katar | 2014 Amerika       | 2014 Amerika        | 18        | 4        | 9      | 1    | 5    | 274  | 0  |
| MotoGP    | 2015–     | 2015 Katar | 2016 Franciaország | 2012 Nagy-Britannia | 105       | 8        | 26     | 12   | 9    | 1065 | 0  |

## Teljes MotoGP-statisztikája
(Táblázat értelmezése)

(Félkövér: pole-pozícióból indult; dőlt: leggyorsabb kört futott) 

| Év   | Kategória | Motor     | 1      | 2       | 3      | 4       | 5       | 6      | 7      | 8      | 9      | 10     | 11     | 12     | 13     | 14     | 15     | 16     | 17     | 18     | 19     | 20     | Helyezés | Pont |
| ---- | --------- | --------- | ------ | ------- | ------ | ------- | ------- | ------ | ------ | ------ | ------ | ------ | ------ | ------ | ------ | ------ | ------ | ------ | ------ | ------ | ------ | ------ | -------- | ---- |
| 2011 | 125 cm³   | Aprilia   | QAT 9  | SPA Ki  | POR 4  | FRA 1   | CAT 2   | GBR Ki | NED 1  | ITA 3  | GER 3  | CZE 6  | IND 2  | RSM 7  | ARA 3  | JPN 4  | AUS 8  | MAL 1  | VAL 1  |        |        |        | 3.       | 248  |
| 2012 | Moto3     | FTR Honda | QAT 1  | SPA 6   | POR 2  | FRA Ki  | CAT 1   | GBR 1  | NED 1  | GER 17 | ITA 1  | IND Ki | CZE 4  | RSM 5  | ARA Ni | JPN 2  | MAL Vi | AUS Ki | VAL 8  |        |        |        | 3.       | 207  |
| 2013 | Moto3     | KTM       | QAT 2  | AME 2   | SPA 1  | FRA 1   | ITA 3   | CAT 3  | NED 2  | GER 3  | IND 3  | CZE 2  | GBR 4  | RSM 2  | ARA 2  | MAL 5  | AUS 2  | JPN 2  | VAL 1  |        |        |        | 1.       | 323  |
| 2014 | Moto2     | Kalex     | QAT 4  | AME 1   | ARG Ki | SPA 5   | FRA 4   | ITA 9  | CAT 2  | NED 2  | GER 5  | IND 2  | CZE 6  | GBR 3  | RSM 4  | ARA 1  | JPN 2  | AUS 1  | MAL 1  | VAL Ki |        |        | 3.       | 274  |
| 2015 | MotoGP    | Suzuki    | QAT 14 | AME 9   | ARG 10 | SPA 11  | FRA 9   | ITA 7  | CAT 6  | NED 10 | GER 11 | IND 11 | CZE Ki | GBR 11 | RSM 14 | ARA 11 | JPN Ki | AUS 6  | MAL 8  | VAL 11 |        |        | 12.      | 97   |
| 2016 | MotoGP    | Suzuki    | QAT 6  | ARG Ki  | AME 4  | SPA 6   | FRA 3   | ITA 6  | CAT 4  | NED 9  | GER 12 | AUT 6  | CZE 9  | GBR 1  | RSM 5  | ARA 4  | JPN 3  | AUS 3  | MAL 6  | VAL 5  |        |        | 4.       | 202  |
| 2017 | MotoGP    | Yamaha    | QAT 1  | ARG 1   | AME Ki | SPA 6   | FRA 1   | ITA 2  | CAT 10 | NED Ki | GER 4  | CZE 3  | AUT 6  | GBR 2  | RSM 4  | ARA 4  | JPN 9  | AUS 3  | MAL 9  | VAL 12 |        |        | 3.       | 230  |
| 2018 | MotoGP    | Yamaha    | QAT 6  | AME 5   | ARG 2  | SPA 7   | FRA 7   | ITA 8  | CAT 6  | NED 3  | GER 3  | CZE Ki | AUT 12 | GBR T  | RSM 5  | ARA 10 | AUS 3  | JPN 7  | AUS 1  | MAL Ki | VAL 4  |        | 4.       | 193  |
| 2019 | MotoGP    | Yamaha    | QAT 7  | ARG Ki  | AME 11 | ESP 3   | FRA Ki  | ITA 6  | CAT Ki | NED 1  | GER 2  | CZE 10 | AUT 5  | GBR 3  | RSM 3  | ARA 4  | THA 3  | JPN 4  | AUS Ki | MAL 1  | VAL 6  |        | 3.       | 211  |
| 2020 | MotoGP    | Yamaha    | ESP 2  | ANC 2   | CZE 14 | AUT 10  | STY Ki  | RSM 6  | EMR 1  | CAT 9  | FRA 10 | ARA 7  | TER 4  | EUR 13 | VAL 10 | POR 11 |        |        |        |        |        |        | 6.       | 132  |
| 2021 | MotoGP    | Yamaha    | QAT 1  | DOH 5   | POR 11 | ESP 7   | FRA 10  | ITA 8  | CAT 5  | GER 19 | NED 2  | STY Hn | AUT    | GBR    |        |        |        |        |        |        |        |        | 10.      | 106  |
| 2021 | MotoGP    | Aprilia   |        |         |        |         |         |        |        |        |        |        |        |        | ARA 18 | RSM 13 | AME    | EMI 8  | ALG 16 | VAL 16 |        |        | 10.      | 106  |
| 2022 | MotoGP    | Aprilia   | QAT 12 | IND 16  | ARG 7  | AME 10  | POR 10  | ESP 14 | FRA 10 | ITA 12 | CAT 7  | GER Ki | NED 3  | GBR 2  | AUT 13 | RSM 3  | ARA 13 | JPN 7  | THA 7  | AUS 17 | MAL 16 | VAL Ki | 11.      | 122  |
| 2023 | MotoGP    | Aprilia   | POR 25 | ARG 127 | AME 4  | ESP Ki7 | FRA Ki9 | ITA    | GER    | NED    | GBR    | AUT    | CAT    | RSM    | IND    | JPN    | INO    | AUS    | THA    | MAL    | QAT    | VAL    | 7.*      | 49*  |

- * A szezon jelenleg is tart.
- 1-9 A sprintfutamon elért pontszerző helyezés